# سيلفي مورو
سيلفي مورو هي ممثلة كندية، ولدت في 30 ديسمبر 1964 بمونتريال في كندا.

## وصلات خارجية
- سيلفي مورو على موقع IMDb (الإنجليزية)
- سيلفي مورو على موقع ألو سيني (الفرنسية)
- سيلفي مورو على موقع أول موفي (الإنجليزية)
- سيلفي مورو على موقع قاعدة بيانات الفيلم (الإنجليزية)
- سيلفي مورو على موقع كينوبويسك (الروسية)